# Josiah Wood Whymper

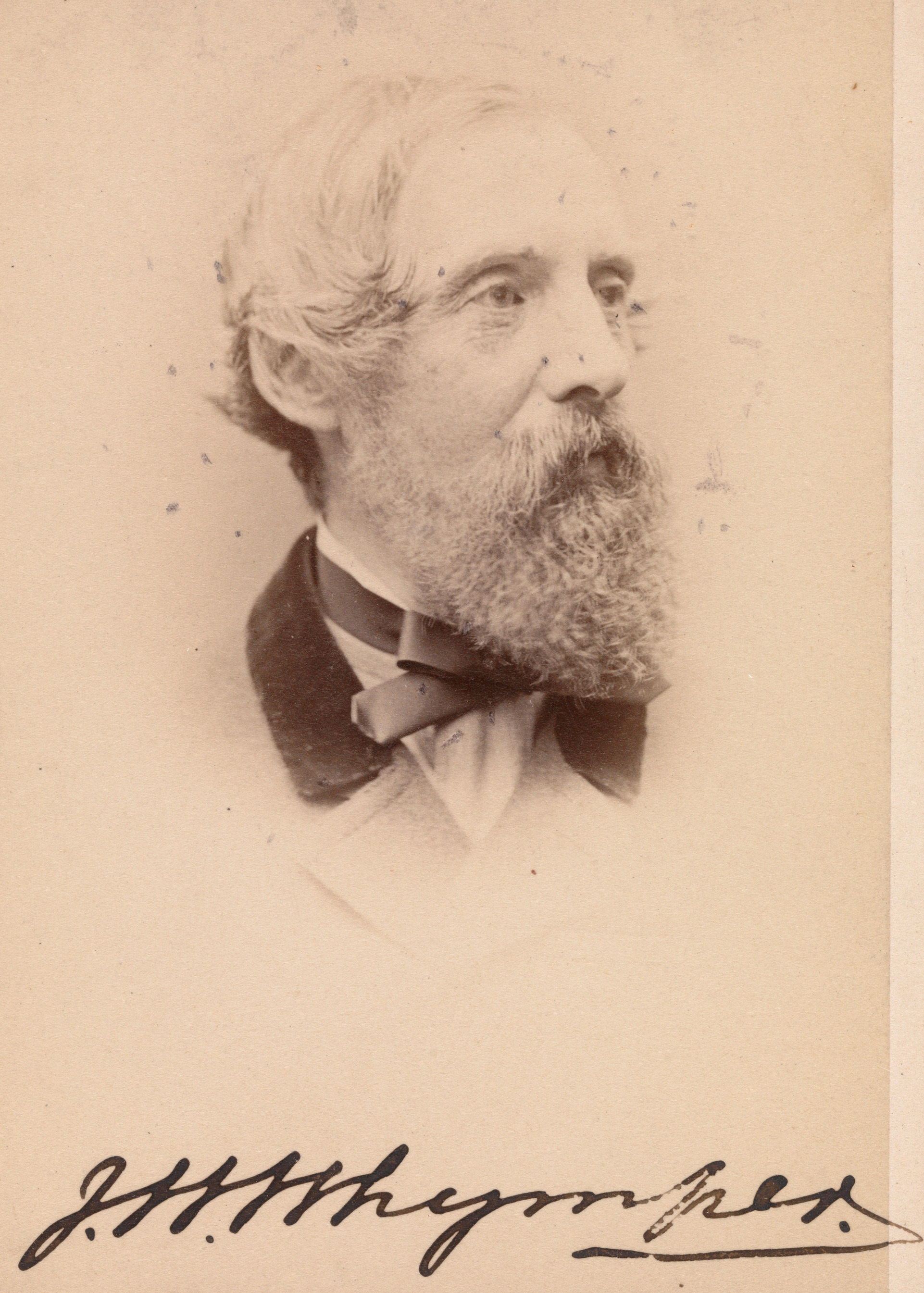
Josiah Wood Whymper in una fotografia di John Watkins degli anni 1860

Josiah Wood Whymper (Ipswich, 24 aprile 1813 – Haslemere, 7 aprile 1903) è stato un illustratore e pittore inglese.

## Biografia
Josiah, figlio del birraio Nathaniel Whymper, inizialmente lavorò come apprendista muratore, per poi dedicarsi alle arti, soprattutto disegno e pittura. Nel 1829 si stabilì a Londra ed ebbe come maestro William Collingwood Smith (1815–1887). La pubblicazione di una sua incisione del London Bridge lo rese famoso e come illustratore lavorò per molti editori, tra cui Black, John Murray e Cassell. Fu anche uno degli xilografi londinesi di maggiore successo. Nell'ambito degli acquerelli Whymper si specializzò nei paesaggi lungo fiume e tra i suoi allievi si annoverano Charles Keene (1823–1891), John William North (1842–1924), George John Pinwell (1842–1875) e Frederick Walker (1840–1875).
Whymper realizzò anche delle incisioni di animali (specialmente pesci), paesaggi e monumenti internazionali per conto della Society for Promoting Christian Knowledge e nel 1846 realizzò oltre trenta illustrazioni di fenomeni naturali (es. aurore o iceberg).
Nel 1857 Whymper entrò a far parte della New Society of Painters in Water Colours, dopo tre anni di affiliazione. Qualche anno dopo realizzò incisioni per British Birds in Their Haunts di Charles Alexander Johns e nel 1863 lavorò per Henry Walter Bates. Nel 1854 illustrò Himalayan Journals di Joseph Dalton Hooker e nel 1865 Narrative of an Expedition to the Zambesi di David Livingstone, giungendo all'apice della carriera con le illustrazioni per Pictoresque Europe del 1875.
Nel 1898 divenne presidente della Haslemere Society of Artists, di cui farà parte anche il figlio Edward.

## Vita privata
Whymper ebbe ben undici figli, tra cui l'alpinista, illustratore ed incisore Edward Whymper (1840–1911), il primo a salire in cima al monte Cervino nel 1865. Altri due dei suoi figli raggiunsero una certa notorietà, come Charles H. Whymper (1853–1941) che illustrò libri di viaggi, sport e hobby, e Frederick Whymper (1838–1901), artista ed esploratore.
Josiah Wood Whymper ebbe una seconda moglie, Emily, con cui trascorse gli ultimi anni della sua vita fino alla morte, avvenuta nel 1903 nella casa di Haslemere, nel Surrey. Whymper, il cui cognome è talvolta riportato come Whimper, ebbe anche un fratello, Ebenezzar.
Al giorno d'oggi alcune opere di Whymper sono conservate al Victoria and Albert Museum di Londra.

## Galleria d'immagini

Illustrazioni di Josiah Wood Whymper
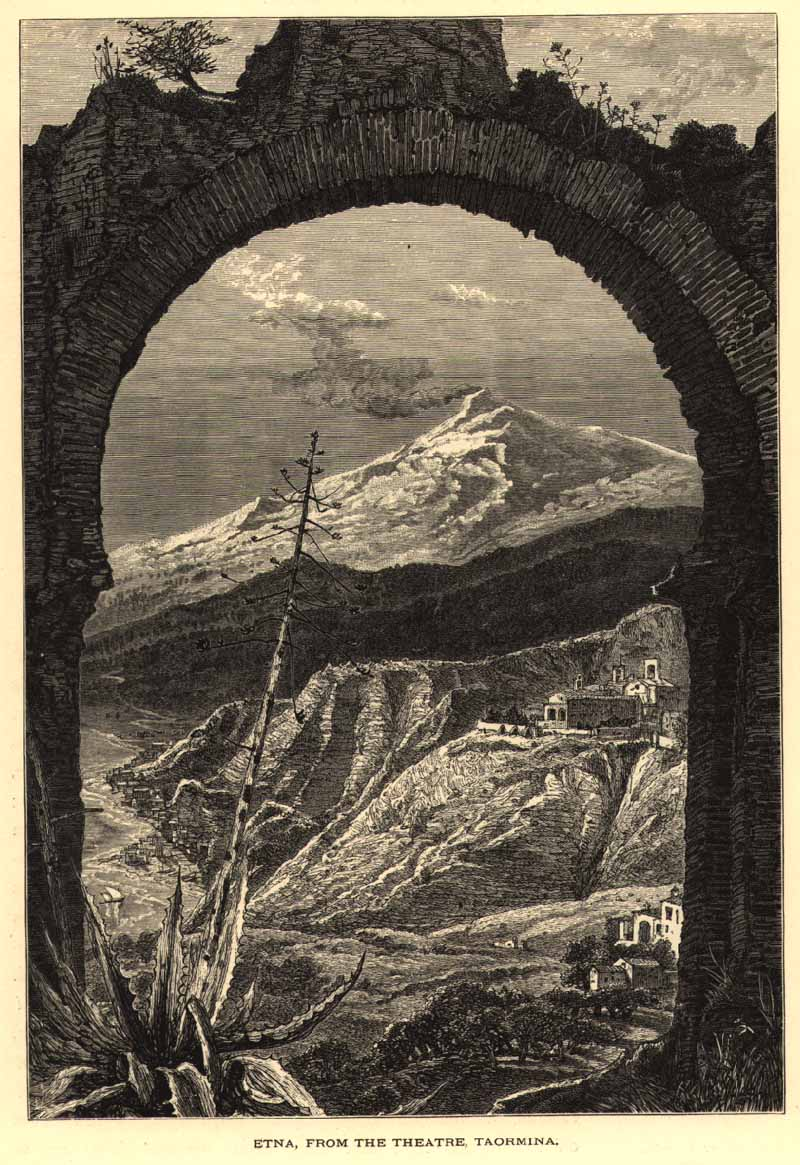
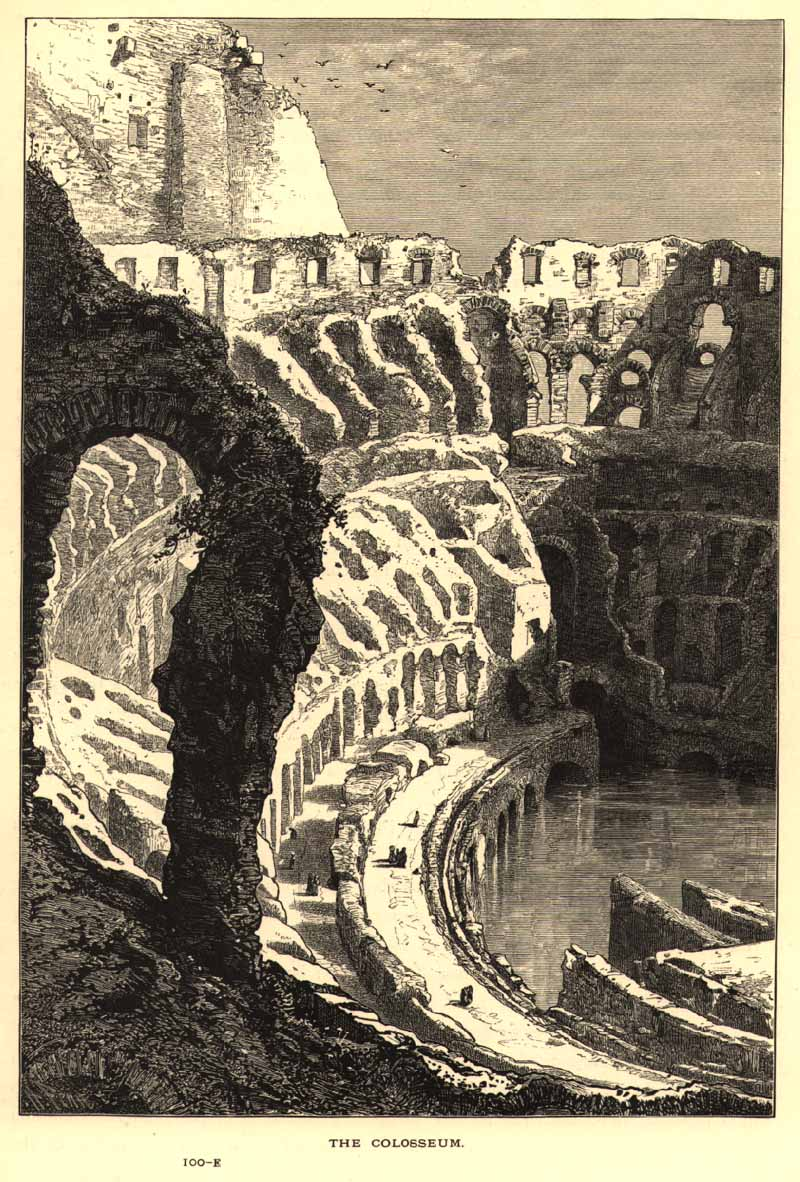
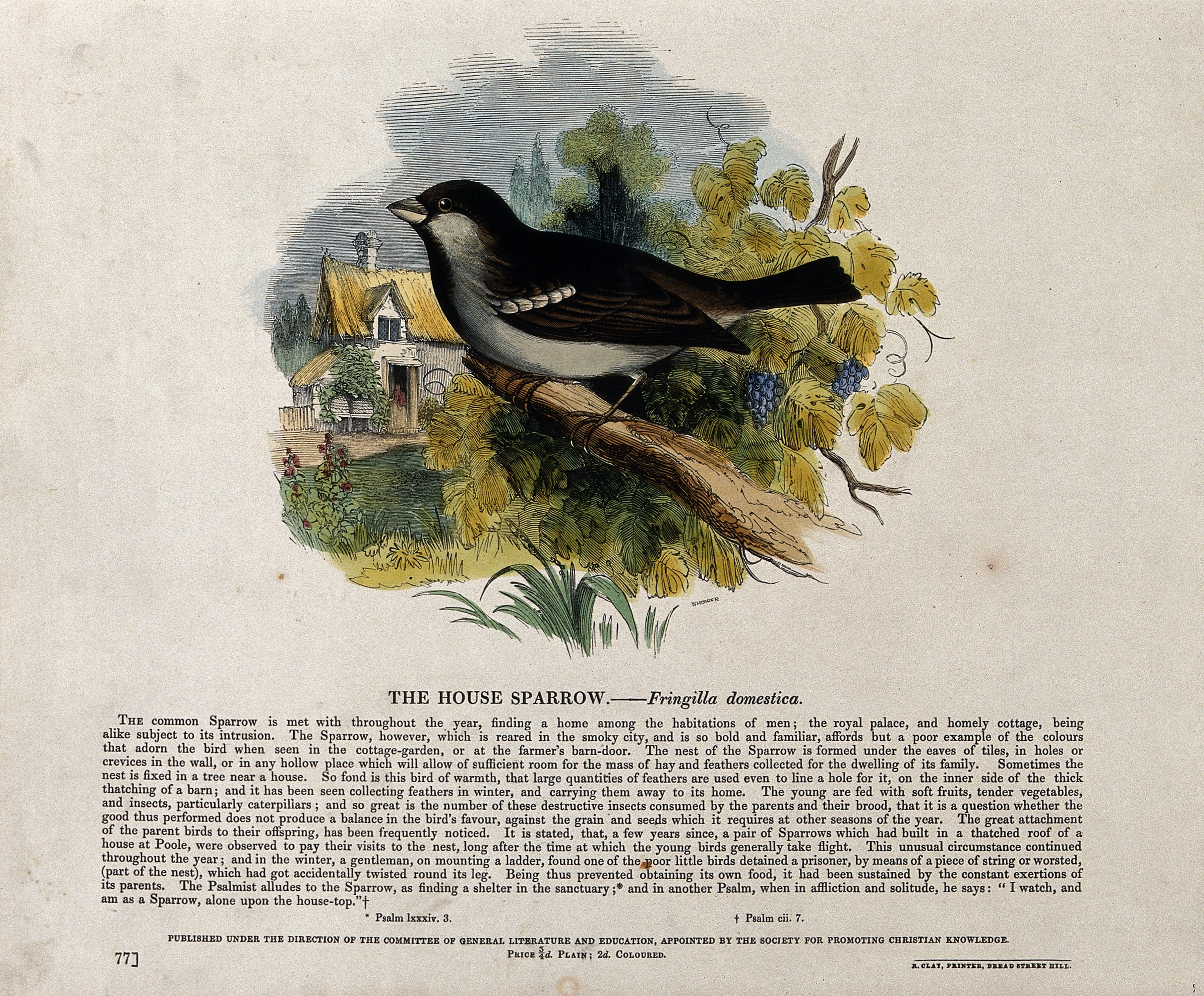